# Grethe Rytter Hasle
Grethe Berit Rytter Hasle (née le 3 janvier 1920 à Borre, auj. Horten en Norvège - morte le 9 novembre 2013 à Bærum) est une planctologiste norvégienne et professeur de biologie et de botanique marine. Alors qu'elle a été l'une des premières femmes professeur de sciences naturelles à l'Université d'Oslo, elle s'est spécialisée dans l'étude du phytoplancton. Les travaux qu'elle a réalisé l'ont amené à participer activement sur le terrain à plusieurs expéditions scientifiques de recueil de données bio-marines. Elle est membre de l'Académie norvégienne des sciences et des lettres depuis 1980, et a acquis une renommée scientifique internationale saluée par plusieurs prix scientifiques, notamment pour sa contribution de recherche sur les Bacillariophyta appelées aussi Diatomées et honorant l'ensemble de sa carrière.

## Biographie
Grethe Berit Rytter Hasle est née le 3 janvier 1920, à Borre. Elle est la fille du capitaine Johan Kristian Rytter (1890–1966) de Nicoline Olava Nielsen (1885–1976), son épouse. Elle s'est mariée à Hans Martin Hasle et a pris son nom sous lequel elle a effectué de nombreuses publications. Son mari meurt en 1971.
Grethe Rytter Hasle est l'élève à l'Université d'Oslo de Trygve Braarud, éminent botaniste norvégien spécialisé en biologie marine.

## Carrière scientifique
Elle obtient son diplôme d'enseignante du collège professeural d'Elverum en 1942, et sera diplômée de l'université d'Oslo en 1949. Sa première publication dans le domaine de la biologie marine fut Phototactic vertical migration in marine dinoflagellates. Elle accède au doctorat en 1968 en publiant une importante thèse pour le monde des sciences de la mer An Analysis of the Phytoplankton of the Pacific Southern Ocean.

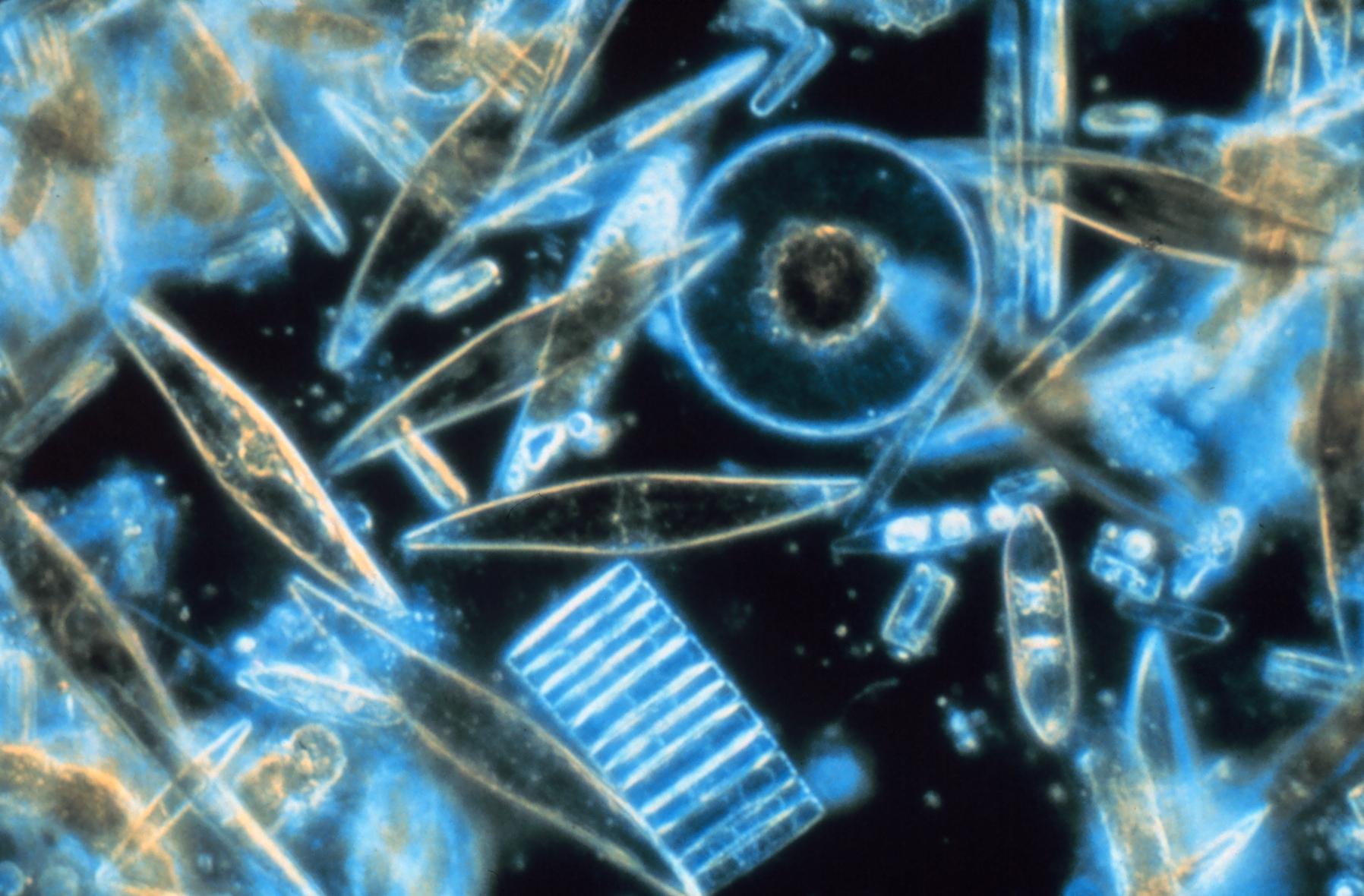
Bacillariophyceae.

Grethe Rytter Hasle est recrutée comme conférencière à l'Université d'Oslo en 1961. Entre 1968 et 1969, elle a été accueillie à la Texas A&M University (littéralement « université A&M du Texas ») comme scientifique étrangère en résidence.
Sa spécialisation dans le domaine de la planctologie lui vaut de devenir professeur de botanique marine de 1977 à 1990. Elle a été la troisième femme professeur de mathématiques et de sciences naturelles de Norvège.
Grethe Rytter Hasle devient académicienne de l'académie des sciences et des lettres de Norvège en 1980.
Grethe Rytter Hasle est particulièrement connue pour ses études sur le phytoplancton en général, et spécialement pour ses contributions de recherches à la classe des Bacillariophyceae. Les Bacillariophyta (diatomées) sont des microalgues unicellulaires planctoniques (de 2 μm à 1 mm) présentes dans tous les milieux aquatiques (avec une préférence pour les eaux froides) et enveloppées par un squelette externe siliceux.
Le genre de Bacillariophyceae Haslea a été nommé d'après ses travaux de recherche. Elle a aussi étudié et révisé dans plusieurs publications reconnues par le monde scientifique internationale la morphologie, la taxinomie des genres Thalassiosira, Nitzschia et Fragilariopsis.
À partir des années 2000, Grethe travaille avec une jeune planctologiste danoise Nina Lundholm du Musée d'histoire naturelle du Danemark. Elles publient à cette occasion plusieurs articles dans la revue de la société internationale de Phycologie.
En 2003, sa dernière publication scientifique a porté sur la flore planctonique de Norvège.
La planctologiste, à sa retraite, a habité à Bekkestua toujours en Norvège. Elle est décédée le 9 novembre 2013 à Bærum.

## Reconnaissance de la communauté scientifique pour ses travaux
Grethe Rytter Hasle a été honorée à plusieurs reprises pour la qualité scientifique de ses travaux :
- Membre de l'Académie norvégienne des sciences et des lettres en 1980.
- Sujette d'un Festschrift pour son soixante-dixième anniversaire en 1990[2]
- Award of Excellence de la Phycological Society of America en 2000[2]
- Yasumoto Lifetime Achievement Award de l'International Society for the Study of Harmful Algae en 2003[2].

## Membre d'expéditions scientifiques

### Expédition scientifique du MV Brattegg1947-1948
Le MV Brattegg est un navire norvégien de pêche en acier de 500 tonneaux qui a été utilisé pour recueillir des données scientifiques concernant les zones maritimes du pacifique sud et de l'océan austral.
Cette expédition scientifique australe du MV Brattegg réalisée entre 1947 et 1948 est financée la Norwegian Whaling Association (littéralement « Association norvégienne de chasse à la baleine»). La Norwegian Geographical Society (littéralement « Société norvégienne de géographie »), elle, était responsable du planning ainsi que l'équipement scientifique de cette petite expédition de quatre scientifiques et dix-sept membres d'équipage qui prend le départ en 1947.
Les objectifs principaux de cette équipe scientifique (un ornithologue spécialiste de l'Antarctique, la chercheuse en biologie marine Grethe Rytter Hasle, spécialiste du phytoplancton et 2 océanographes) sont de réaliser une étude des eaux du Pacifique sud et de l'Antarctique qui ne sont pas régulièrement visités par les baleiniers. Pour mener à bien cette étude, un objectif géographique a été formulé : pousser leur périple jusqu'à l'île Pierre Ier si les conditions sont favorables, ce qu'ils purent réaliser. 
Durant l'été austral 1948, le navire arrive sur zone et les 4 chercheurs ont travaillé à récolter des données scientifiques générales permettant de caractériser le milieu marin des eaux de Pierre Ier et du Pacifique sud.
Ce long voyage scientifique marque un réel tournant dans sa jeune carrière scientifique et donne enfin corps à une vocation : travailler en recherche planctologique, ce qu'elle va faire réaliser toute sa vie durant. Ces travaux dans ce domaine sont réellement fondateurs de cette nouvelle dénomination de science qui n'apparaîtra que bien plus tard. Pour l'histoire, Grethe Rytter Hasle est aussi la première femme s'être rendue dans les eaux norvégiennes de l'île Pierre Ier et la seconde sera la navigatrice Isabelle Autissier en 2010.
Après son retour en Norvège et après plusieurs années de travaux d'analyse des données scientifiques recueillies, Grethe Rytter Hasle publiera en 1968 une analyse du phytoplancton dans l'océan Pacifique sud en caractérisant son abondance, sa composition et sa répartition.

## Publications de recherches
- 1949 : Undersøkelser over Ceratium-arter og Prorocentrum micans - Publié indre Oslofjord somrene (1946–1948), h.oppg. UiO.
- 1950 : Phototactic vertical migration in marine dinoflagellates - Publié dans Oikos no 2, 1950, s. 162–175.
- 1959 : A quantitative study of phytoplankton from the equatorial Pacific - Publié dans Deep Sea Research nr. 6, 1959, s. 38–59.
- 1960 : Phytoplankton and ciliate species from the tropical Pacific  - Publié dans DNVA Skr.I., 1960 nr. 2, s. 1–50. . Publié en 1960.
- 1964 et 1965 : Nitzschia and Fragilariopsis species studied in the light and electron microscopes - Publié dans  DNVA Skr.I., 1964, ny serie nr. 16, 18 og 21, 1965 nr. 2 og 3.
- 1968 : An Analysis of the Phytoplankton of the Pacific Southern Ocean: Abundance, Composition and Distribution during the 'Brattegg' Expedition 1947–48, dr.avh., - Publié dans Hvalrådet Skrifter no 52, 1968, s. 1–168.
- 1968 : Distribution of marine diatoms in the southern oceans  - Publié dans Antarctic Map Folio Ser., 1968.
- 1974 : Some marine plankton genera of the diatom family Thalassiosiraceae  - Publié dans Beiheft 45 zur Nova Hedwigia ,1974, s. 1–49.
- 1976 : The biogeography of some marine planktonic diatoms - Publié dans Deep Sea Research nr. 23, 1976, s. 319–338.
- 1994 : Pseudo-nitzschia as a genus distinct from Nitzschia (Bacillariophyceae) - Publié dans  Journal of Phycology no 30, 1994, s. 1036–1039
- 1996 : Marine Diatoms (sm.m. E. E. Syvertsen), i C. R. Tomas (red.) : Identifying Marine Diatoms and Dinoflagellates - San Diego 1996, s. 5–385
- 1999 : Thalassionema synedriforme comb.nov. and Thalassiothrix spathulata sp.nov., two marine, planktonic diatoms from warm waters - Publié dans Phycologia no 38, 1999, s. 54–59
- 2003 : medforf. (diatomé-delen) - Publié dans  J. Throndsen, G. R. Hasle og K. Tangen: Norsk kystplanktonflora, 2003, s. 112–200

## Publications de littérature scientifique
Articles pour la revue Phycologia (revue internationale de la société de phycologie)
- Avril 1967 : The Fine Structure of Some Thalassionema and Thalassiothrix Species (avec Blanca Rojas E. de Mendiola)
- Septembre 1977 : Morphology and taxonomy of Actinocyclus normanii f. subsalsa (Bacillariophyceae)
- Septembre 1978 : Some freshwater and brackish water species of the diatom genus Thalassiosira Cleve
- Mars 1986 : Trygve Braarud (15 September 1903–9 July 1985)
- Juin 1988 : Atlas and Catalogue of the Diatom Types of Friedrich Hustedt
- Mars 1989 : Freshwater and brackish water Thalassiosira (Bacillariophyceae): taxa with tangentially undulated valves (coécriture avec Carina B. Lange).
- 1999 : Thalassionema synedriforme comb.nov. and Thalassiothrix spathulata sp.nov., two marine, planktonic diatoms from warm waters
- Septembre 2002 : Morphology, phylogeny and taxonomy of species within the Pseudo-nitzschia americana complex (Bacillariophyceae) with descriptions of two new species, Pseudo-nitzschia brasiliana and Pseudo-nitzschia linea (avec Nina Lundholm, Greta A. Fryxell and Paul E. Hargraves)
- Novembre 2005 : Pseudo-nitzschia seriata f. obtusa (Bacillariophyceae) raised in rank based on morphological, phylogenetic and distributional data (avec Nina Lundholm)
- Septembre 2010 : Fragilariopsis (Bacillariophyceae) of the Northern Hemisphere – morphology, taxonomy, phylogeny and distribution, with a description of F. pacifica sp. nov (avec Nina Lundholm)

Autres publications
- 1990 : Contributions to the knowledge of microalgae particularly diatoms (tillegg til Nova Hedwigia
- 1990 : Aftenp.2.1.1990
- 2000 : article pour The Phycological Newsletter no 1/2000

## Photographies scientifiques
- 1990
  - Photos avec Odd Brynildsrud, 4.6.1981; UiO, Mat.nat.fakultet, Fototeknisk avdeling, arkivnr. R710 nr. 5; gjengitt i Blyttianr. 48, 1990 og Aftenp.2.1.1990
  - Photos avec Leif Gabrielsen; gjengitt i Kvinner og forskning, naturvitenskap og teknologi, brosjyre utgitt av RNF (NAVF) og NTNF 1990, s. 4